# Julius von Kennel
Julius von Kennel (Schwegenheim, 10 giugno 1854 – Monaco di Baviera, 24 gennaio 1939) è stato uno zoologo ed entomologo tedesco.

## Biografia
Studiò presso l'Università di Würzburg, dove aveva come insegnante lo zoologo Karl Semper (1832-1893). In seguito, lavorò come assistente di Karl August Möbius (1825-1908) presso l'Università di Kiel, e dopo la sua abilitazione, ritornò presso l'Università di Würzburg. Nel 1882-1883 partecipò a una spedizione di ricerca nell'isola Trinidad e in Venezuela (compresa la regione del fiume Orinoco). In seguito, lavorò come docente presso il Forstakademie ad Aschaffenburg, e nel 1887-1915, fu professore ordinario di zoologia presso l'Università di Dorpat.
Kennel era un'autorità dei microlepidotteri, in particolare della famiglia Tortricidae (falene). Nel 1898-1899 fu presidente della Società dei Naturalisti estoni, e nel 1922 divenne direttore del Museo Zoologico di Riga.

## Opere principali
- 1883: Biologische und faunistische Notizen aus Trinidad. 28 pp.
- 1887: Über Theilung und Knospung der Thiere. 60 pp.
- 1891: Die Verwandtschaftsverhältnisse der Arthropoden, K. F. Koehler. 48 pp.
- 1893: Lehrbuch der Zoologie. Stuttgart: Ferdinand Enke. 678 pp.
- 1896: Studien über sexuellen Dimorphismus: Variation und verwandte Erscheinungen. Druck von C. Mattiesen. 64 pp..
- 1921, The Palaearktischen Tortriciden, eine monographische Darstellung. Stuttgart: E. Schweizerbart'sche Verlagsbuchhandlung. 742 pp..
- 1923, Ueber Ctenodrilus Pardalis Clap, Ein Beitr. Zur Kenntniss Der Anatomie Und Knospung Der Anneliden, Neuauflage BiblioBazaar, 2010.